# Coprinellus xanthothrix
Coprinellus xanthothrix es una especie de hongo en la familia Psathyrellaceae. Esta familia fue aislada en un sitio contaminado con polifenol cerca de una fábrica de procesamiento de aceitunas en Grecia. Los estudios indican que posee las enzimas lacasas y Manganeso peroxidasa, el hongo posee la capacidad de decolorar el tinte polímero recalcitrante R-478. Fue descripto por primera vez en 1941 como Coprinus xanthothrix por el micólogo francés Henri Romagnesi, posteriormente en 2001 fue transferido al género Coprinellus in 2001.